# 君だけのボテドル! 〜白濁まみれの天使〜
『君だけのボテドル! 〜白濁まみれの天使〜』（きみだけのボテドル はくだくまみれのてんし）は、日本のアダルトゲームブランド・スワンマニアが2010年11月26日に発売した18禁アドベンチャーゲーム。
有限会社アセンドアイの低価格ブランドの一つ・スワンマニアの第23作。スワン系各ブランドの中では初めて芸能界を舞台にした作品である。また、表題の通り本作もスワン系各ブランドの作品の多くと同様、ヒロインが主人公の子供を妊娠する「ボテもえ」路線を全面に押し出した内容となっている。
なお、本作はスワン系ブランドで初めて父と娘の近親相姦を題材にした作品でもある。

## ゲームシステム
本作ではヒロインの排卵周期が設定されており、この排卵周期に合わせて膣内射精するとヒロインは早期に妊娠し、ボテドルとしてデビューすることになる。逆に排卵周期を外すとヒロインは妊娠せず、その分だけボテドルとしての実働期間は短くなる。

## ストーリー
世間ではいつしか、妊娠した女性アイドルは普通のアイドルを凌ぐ魅力が有ると認識されるようになり、空前の「ボテドル」ブームが到来していた。
ボテプロデューサー (BP) である主人公の使命はボテドル第5期メンバーの候補となった新米アイドルたちの体調を管理し、排卵周期に中出しして一人前のボテドルとしてデビューさせることである。

## 登場人物
牧野 孝（まきの たかし）
主人公。芸能プロダクションの新米プロデューサー。ボテドル候補生のスカウトに応じた柏木梢をBPとして妊娠させ、梢が娘を授かって引退した後に婿養子となる。
柏木 梢（かしわぎ こずえ）
ボテドル候補生の1人。11月25日生まれで血液型はO型。身長157cm、スリーサイズはB 87 / W 55 / H 88。街中で孝にスカウトされ、当初は戸惑っていたもののボテドルになることを決意し、孝に処女を捧げる。
柏木 香菜（かしわぎ かな）
孝と梢の娘。3月9日生まれで血液型はB型。身長152cm、スリーサイズはB 80 / W 54 / H 79。母のようなボテドルになることに憧れており、本人の強い希望で実父の孝をBPに復帰させてその子供を授かり、史上初の二世ボテドルとしてデビュー。ハーレムエンドでは梢も香菜のデビューに合わせてボテドルに復帰し、母娘ボテドルとして人気を博す。

## スタッフ
- シナリオ - 月待兎
- 原画 - 桃竜
- 音楽 - Arp